# Tisio (stacja metra)
Tisio (gr: Θησείο) – stacja metra ateńskiego na linii 1, położona w Tisio 8,6 km od Pireusu. Znajduje się w Atenach i wzięła swoją nazwę od pobliskiej świątyni Hefajstosa, która jest znana jako Tisio. Stacja została po raz pierwszy otwarta 27 lutego 1869 i została odnowiona w 2004.